# حمد الحجي
حمد بن سعد الحجي الهذلي (1938م - 1989م / 1358 هـ - 1409 هـ) شاعر سعودي ولد في محافظة مرات من إقليم الوشم شمال مدينة الرياض -السعودية، ودرس في كليتي الشريعة واللغة العربية، فقد أمه صغيراً فقدر له الشقاء وفقد الحنان، وعانى الكثير من مرض نفسي ألم به وهو لم يكد يبلغ الخامسة عشرة من عمره، صدر له ديوان عام1409هـ/ 1989م عنوانه (عذاب السنين).
ولقد أُلف عنه كتاب اسمه «حمد الحجي شاعر الآلام» وهو في أصله رسالة ماجستير قام بها خالد بن عبد العزيز الدخيّل تناول فيها الحالة النفسية لحمد الحجي بشكل دقيق مع تحليل فني للقصائد، وألحق بالكتاب فصلاً بأهم القصائد التي استشهد من أبياتها في دراسته، طبع الكتاب عام 1427 هـ، وقدم له الدكتور محمد بن سعد آل حسين.

## التعليم
بدأ تعليمه في الكتاتيب، ثم درس في المدرسة الابتدائية حتى نال شهادتها عام 1371 هـ. وبعدها انتقل إلى الرياض للدراسة بمعهد الرياض العلمي عام 1372 هـ. وكانت مرحلة النبوغ الشعري وبروز الموهبة، حيث كتب خلالها عدداً من القصائد. ونال الحجي شهادته من المعهد عام 1376 هـ. ثم التحق بكلية الشريعة في الرياض، كما درس أيضاً في كلية اللغة العربية.

## شعره
ومن أروع قصائده قصيدة «يا عيد» التي قالها وهو في لبنان:
وقد كان مبادراً بقصائده في المناسبات الاجتماعية كقصيدته حين افتتاح أول مطبعة في مدينة الرياض قال فيها:
وعند افتتاح جامعة الملك سعود في مدينة الرياض كان حمد من المشاركين بقصيدته التي قال فيها:
ما الأدب إلا بث وتعبير عن آلام النفس وآمالها، وعندما يصدق الشاعر، يشعل الكون شعرا، ويكون شعره مرآة عاكسة لما تفيض به نفسه، وهكذا كان شعر حمد الحجي، قرأتُ ديوانه (عذاب السنين) في صباي، وعرفت حينها أن الألم عدوى، تتناقله القلوب المتخمة بالجراح، وكم توقفت كثيرا أمام قصيدته (في زمرة السعداء) الطافحة بتساؤلاته حول أسباب السعادة، وها أنا اليوم أعود لقراءة شعره من جديد في دراسة جامعية تقارب شعره نقديا في 493 صفحة، مقسمة إلى مقدمة وتمهيد وثلاثة فصول وخاتمة، تناول فيها الباحث العوامل المؤثرة في شعر حمد الحجي (الطفولة، والتعليم، والثقافة، وعلاقته بالمجتمع، ومرضه، ورحلاته، وصفاته) وصدى المؤثرات النفسية في شعره (الغربة والعزلة، الشعور بالظلم، رؤيته للوجود، علاقته بأقرانه، تأمله للواقع، الخوف من الموت، الحرمان العاطفي) والبناء الفني للقصيدة من (عناوين، ومطالع، ولغة، وتراكيب، وأساليب، وصور، وأوزان وقوافي). يتتبع الباحث في مقاربته النقدية للشاعر السعودي (حمد الحجي) تمرحلاته الإبداعية وعراقيلها ويخلص إلى أن الشاعر قد مر بمراحل ثلاث:
المرحلة الأولى: ما قبل المرض، وفيها بدايته الإبداعية، ولم يكن شعره في هذه المرحلة بالشكل اللافت من الجانب الفني، وربما كان ذلك بتأثير البدايات، وربما لأنه لم يعان بعد المعانة المؤلمة في حياته. المرحلة الثانية: أعراض المرض وإرهاصاته، وهي مرحلة إبداعية لافتة، لما يحمله شعره من مضامين ودلالات تعكس واقعه الداخلي، وقد بلغ في هذه المرحلة قمة توهجه الفني. المرحلة الثالثة: تمكن المرض منه، وفي هذه المرحلة توقف الشاعر عن الإبداع، ولم يكتب إلا أبياتا قليلة جدا، بل إنه يرفض أن ينسب إليه قول الشعر. ويقرر الباحث أنه يجب تقييم إبداع الشاعر حمد الحجي انطلاقا من هذه المراحل الثلاث ذلك أن شعره يعلو فنيا في المرحلة التي أحس فيها بالألم وعايش المعاناة حقيقية واقعة في حياته فعبر عنها في شعره. ثم يشير إلى أن المتأمل لهذه المراحل الثلاث التي مر بها الشاعر يصل لنتيجة مهمة وهي أن الإبداع ليس بسبب المرض النفسي بل وليد المعاناة وعندما تمكن منه المرض فإنه توقف عن الإبداع ولم يستطع أن يكتب إلا النزر اليسير، ثم إن شعره في هذه المدة على قلته ليس بإزاء شعره في المدة التي سبقت مرضه. ويؤكد دقة تصوير الشاعر لمعاناته من أعراض مرض ”الفصام” قبل أن يداهمه وبأنه يدل على صدق عاطفته وأن شعره يعكس ما يحس به من ألم نفسي ومعاناة صادقة. وللشاعر قصيدة بعنوان: «في زمرة السعداء» قال فيها:

## وفاته
أصيب حمد الحجي بمرض في الرئة والقلب، وسافر للعلاج عدة مرات للعلاج في بيروت والكويت ثم لندن وأخيراً إلى القاهرة، إلى أن توفي عام 1409هـ (1989م)، ودفن في مسقط رأسه مرات.

## صدر عنه
- كتاب «حمد الحجي شاعر الآلام» تأليف: خالد بن عبد العزيز الدخيل. 2007م.[5]
- كتاب «حمد الحجي: الشاعر والإنسان» تأليف: عبد الله بن عبد العزيز الضويحي. 2019م.[6]
- كتاب «قصة حمد الحجي قراءة طبية جديدة» تأليف: د. منصور الجابري ود. شليويح العنزي. 2021م.[7]
- مسرحية «حكاية شاعر» تأليف: سامي الجمعان، وإخراج فهد الدوسري، وبطولة الفنان تركي اليوسف. عرضت المسرحية في معرض الرياض الدولي للكتاب 2023م.[8]

## وصلات خارجية
- حمد الحجي.. شاعر الألم والمعاناة.
- «حمد الحجي».. الشـاعر والإنسان.